# Collaborative filtering
Per collaborative filtering (inglese per "filtraggio collaborativo", spesso abbreviato con le lettere "CF") si intende una classe di strumenti e meccanismi che consentono il recupero di informazioni predittive relativamente agli interessi di un insieme dato di utenti a partire da una massa ampia e tuttavia indifferenziata di conoscenza. Il collaborative filtering è molto usato nell'ambito dei sistemi di raccomandazione. Una categoria molto nota di algoritmi di tipo collaborativo è la matrix factorization.
L'assunzione fondamentale dietro il concetto di collaborative filtering è che ogni singolo utente che ha mostrato un certo insieme di preferenze continuerà a mostrarle in futuro. Un esempio popolare di collaborative filtering può essere un sistema di suggerimento dei generi e pezzi musicali a partire da un insieme di conoscenza di base dei gusti e delle preferenze di un dato utente. Da notare che, sebbene tali informazioni siano referenti a un singolo utente, esse derivano dalla conoscenza elaborata su tutto l'arco dell'insieme degli utenti del sistema.
Poiché il collaborative filtering si basa su passate interazioni tra utenti e item è soggetto al problema del cold start. Quando un nuovo item o utente è aggiunto, esso non è associato a nessuna interazione, pertanto un algoritmo collaborativo puro non sarà in grado di gestirlo.
Il concetto di collaborative filtering è stato introdotto nel 1992 dallo staff di ricerca Xerox nell'ambito del progetto Tapestry, un sistema che consentiva agli utenti di rintracciare dei documenti basandosi su commenti lasciati da altri utenti.
Attualmente, sistemi di collaborative filtering sono molto diffusi nell'ambito del web, in particolare in ambito commerciale e nei sistemi di social networking.

## Sistemi commerciali
In english
- - Amazon
  -  Findory, su findory.com.
  -  Last.fm, su lastfm.com.
  -  LibrayThing, su librarything.com.
  -  Musicmatch, su musicmatch.com.
  -  Netflix, su netflix.com.
  -  Photoree, su photoree.com.
  -  ulike, su ulike.net. URL consultato il 20 febbraio 2010 (archiviato dall'url originale il 5 ottobre 2009).